# Amigos del ABC

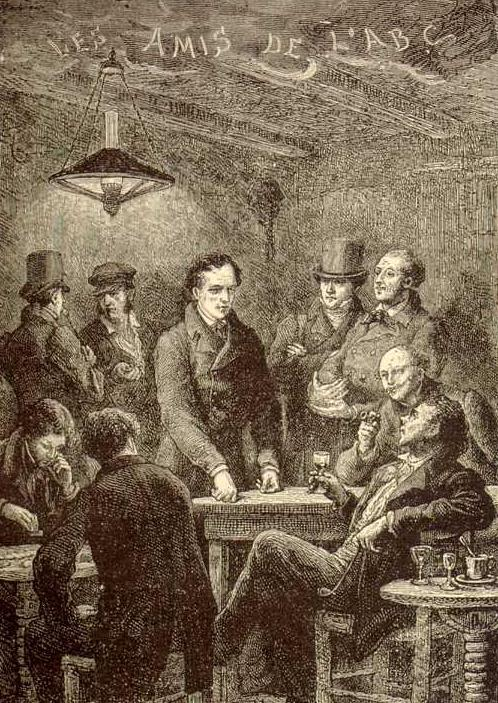
Una reunión de los Amigos del ABC.

Los Amigos del ABC (Les Amis de l'ABC en francés) es una asociación estudiantil ficticia de ideología revolucionario-republicana, que aparece en la novela Los miserables de Victor Hugo.

## Descripción
El propio nombre de esta asociación clandestina es un juego de palabras en francés con abaissés (los "empobrecidos"/"miserables"), que se pronuncia [abese], de manera muy similar a A-B-C ([ɑ be se]), literalmente "los Amigos del Pueblo". Los miembros de este grupo representan diversas ideologías políticas, desde el comunismo hasta el apoyo a la democracia liberal; también había niveladores, partidarios Bonapartistas y de otras tendencias políticas entre sus filas. En el transcurso de la novela, los Amigos del ABC se ven involucrados en la Rebelión de junio parisina de 1832, y ayudan a construir una gigantesca barricada para resistir el asalto del ejército francés y la Guardia Nacional. Concretamente, Victor Hugo los presenta por primera vez en la trama cuando Marius Pontmercy decide colaborar con el grupo, pero sin formalizar su adhesión. Liderados por el estudiante Enjolras, todos los revolucionarios de la sociedad secreta mueren durante la rebelión.
Además de Marius, Jean Valjean y Gavroche igualmente toman parte en el levantamiento. Valjean sobrevive a los enfrentamientos a duras penas, mientras que Gavroche muere de un disparo de mosquete. El musical adaptado de la novela narra también la historia de los Amigos del ABC, aunque muchos de sus integrantes son caracterizados con poca profundidad (al contrario que en la novela).

## Referentes históricos reales
Los Amigos del ABC son una referencia histórica a la Sociedad de los Derechos del Hombre. En la novela, Victor Hugo realiza comentarios sobre esta sociedad secreta; describe los grupos similares derivados de dicha asociación, presentes en París y en otros lugares de Francia. Las actividades de la sociedad ficticia de la novela, similares a las de la sociedad secreta de la vida real anteriormente mencionada, son descritas así:

No había entonces todavía en Francia vastas organizaciones subyacentes, pero algunos canales ocultos se iban ya ramificando, y existía en París, entre otras, la sociedad de los amigos del ABC. ¿Y qué eran los amigos del ABC? Una sociedad que tenía por objeto, en apariencia, la educación de los niños, y en realidad la reivindicación de los hombres.

Se declaraban amigos del Abaissé. Para ellos el Abaissé o ABC era el pueblo y querían ponerlo de pie. Retruécano que no debemos tomar a la ligera, pues hay ejemplos muy poderosos, como tú eres piedra y sobre esta piedra construiré mi iglesia.
Los amigos del ABC eran pocos; componían una sociedad secreta en estado de embrión, casi podríamos decir una camarilla si las camarillas pudiesen producir héroes. Se reunían en París en dos puntos: cerca del Mercado en una taberna llamada Corinto, donde acudían los obreros; y cerca del Panteón, en un pequeño café de la plaza Saint-Michel, llamado Café Musain, donde acudían los estudiantes.
Los conciliábulos habituales de los amigos del ABC se celebraban en una sala interior del Café Musain. Esta sala, bastante apartada del café, con el cual se comunicaba por un largo corredor, tenía dos ventanas y una puerta con escalera secreta, que daba a la callejuela de Grés. Allí se
fumaba, se bebía, se jugaba y se reía. Se hablaba de todo a gritos, pero de una cosa en voz baja. En la pared estaba clavado un antiguo mapa de Francia en tiempo de la República, indicio suficiente para excitar el olfato de cualquier agente de policía.

La mayor parte de los amigos del ABC eran estudiantes, en cordial armonía con algunos obreros. Pertenecen en cierta manera a la historia de Francia.
Victor Hugo, Los miserables